# Jerzy Liban
Jerzy Liban z Legnicy fue un compositor, teórico musical y académico polaco nacido en 1464 en Legnica y fallecido después de 1546 en Cracovia.
Estudió en Cracovia y en Colonia. Fue profesor de educación secundaria en la Iglesia de Santa María en Cracovia, y en los años 1514-1522 rector de la universidad. Profesor de la Academia de Cracovia en 1520 y en los años 1528-1535, promovió la cultura de la Antigüedad, transmitida desde Aristóteles, en antologías de escritos patrísticos y de poemas en latín. Probablemente era un estudiante de Sebastián Herburt, compositor y teórico musical de arte.

## Obra
- Ortus de Polonia
- Oratio pro Rege Sigismundo (1539)
- Lectio de Rege Sigismundo
- Osiem Magnificatów
- Psalm 113 [114] "In exitu"